# Route nationale 12 (France)
Pour les articles homonymes, voir N12 et Route nationale 12.
La route nationale 12 (RN 12 ou N12), est une route nationale française reliant Jouy-en-Josas à Brest. Voie rapide issue du plan routier breton, elle correspond à l'antique chemin royal de Paris vers la Bretagne. Les tronçons déclassés en route départementale sont ceux de Romagné à Rennes (le nouveau tracé est déclassé depuis la construction de l'autoroute A84 et l'ancien tracé est déclassé en route départementale 812) et de Gouesnou au rond-point de Pen-ar-C'hleuz, déclassé en route départementale 112.

## Historique
Au XVIIIe siècle, cette route participait au ravitaillement en nourriture de la capitale (bœufs, volailles, produits laitiers...). Par ailleurs, y transitaient les soldats et les forçats de la chaîne de Paris, qui se rendaient à l'arsenal de Brest. Sur ce chemin, les messagers transmettaient les lettres de la Cour aux intendants d'Alençon et de Rennes, ainsi que les lois qui devaient être enregistrées par le parlement de Bretagne.
Au XVIIIe siècle toujours, les différents rois de France décident de réduire la durée du voyage. À l'époque, il fallait trois jours de voyage à un habitant du Perche pour se rendre à Paris. Pour cela, des travaux sont réalisés sous la direction des intendants et des ingénieurs des ponts et chaussées. Ainsi, entre 1789 et 1793, une nouvelle route est percée à Mortagne-au-Perche, pour contourner celle du faubourg du Val, jugée dangereuse par Chaumont de La Millière en 1784.
Pendant la première moitié du XXe siècle, entre Paris et Rennes, c'est l'itinéraire via Laval et Vitré qui fut dénommé RN 12. Le changement de numérotation intervint en 1952, redonnant le nom de RN 12 à l'itinéraire via Dreux, Alençon et Fougères et dénommant RN 157 l'itinéraire précité.

## Modification de tracé en 2006
La RN 286 (Saint-Cyr-l'École - Jouy-en-Josas) a été rebaptisée RN 12 en 2006. Cette dernière commence donc au Pont Colbert, au niveau l'échangeur de l'A86 sur les communes de Versailles, Jouy-en-Josas et Vélizy-Villacoublay.

## Itinéraire

### De Jouy-en-Josas à Alençon
À l'origine, la route nationale 12 avait un tracé confondu avec la RN 10 depuis la Porte de Saint-Cloud à Paris et se dissociait d'elle à Trappes, vers l'ouest, en direction de Jouars-Pontchartrain, en passant à proximité de Plaisir. Cet ancien tronçon a été déclassé en route départementale 912.
Jusqu'en 2006, la route nationale commençait au niveau de la commune de Saint-Cyr-l'École, au lieu-dit de l'Épi d'or, dans le prolongement de la RN 286. Depuis 2006, cette dernière a été rebaptisée RN 12 et son commencement se situe désormais au lieu-dit Pont Colbert sur les territoires de Versailles et de Jouy-en-Josas, au niveau de l'échangeur avec l'A86.
Entre Saint-Cyr-l'École et Bois-d'Arcy, l'échangeur de Bois-d'Arcy sur la commune de Montigny-le-Bretonneux permet de prendre la direction du sud, vers Bordeaux et l'Espagne, par la RN 10 ou de rejoindre l'autoroute A13 (en direction de Paris ou de Rouen), vers le nord, par l'autoroute A12.
Elle est presque entièrement à 2×2 voies jusqu'à Verneuil-sur-Avre ; de ce fait, la vitesse autorisée est de 110 km/h.

### De Vélizy-Villacoublay à Dreux

Tracé schématique de Vélizy-Villacoublay à Dreux.

Sur cette section toutes les villes, et tous les villages sont évités grâce à des déviations par une route à 2×2 voies. L'ancien tracé déclassé en route départementale 912 traverse la ville de Dreux et rejoint l'actuelle route nationale 12 non déclassée. Le nouveau tracé contourne la ville par le nord.
- Jouy-en-Josas / Vélizy-Villacoublay (km 0)
- Versailles (km 1)
- Buc (km 3)
- Saint-Cyr-l'École (km 6)
- Montigny-le-Bretonneux (km 8)
- Bois-d'Arcy (km 9)
- Plaisir (km 16)
- Jouars-Pontchartrain (km 19)
- Houdan (km 41)
- Cherisy (km 58)
- Dreux (km 61)

#### Sorties
- Échangeur entre N12 et A86 +  1 Vélizy - centre à 0 km : 
  - A86 : Paris, Créteil, Lyon (A6), Évry, A10, Z. A. Villacoublay, Centre commercial régional, Rueil-Malmaison, Saint-Germain-en-Laye, La Défense (A14), Rouen (A13)
  -  1 : Vélizy-Villacoublay - Z.A. Louis Breguet +  Aires de service de Vélizy-ouest (sens Vélizy-Dreux),  de Clair Bois (sens Dreux-Vélizy)
- Début de la route nationale RN 12
  -  Début de la route nationale RN 12 en route à accès réglementé
- 2 Pont-Colbert (RD 186 - RD 446) à 1 km : Versailles - centre, Versailles - Porchefontaine, Jouy-en-Josas
  -   passage en 3x4 voies et limitation à 110 km/h
- 3 Versailles - Chantiers (RD 938) à 3 km : Versailles, Buc (demi-échangeur ; de Dreux et vers Vélizy)
- Camp Militaire : Base Militaire de Satory (demi-échangeur ; de Dreux et vers Vélizy)
- 4 Versailles - Satory (RD 91) : Versailles - Saint-Louis, Guyancourt, Buc 
  -  passage en 2x3 voies
- 5 L'Épi d'Or à 6 km : Saint-Cyr-l'École (demi-échangeur) (de et vers Vélizy)
- 6 Saint-Quentin-en-Yvelines (RD 127) à 7 km : Saint-Quentin-en-Yvelines, Montigny-le-Bretonneux, Voisins-le-Bretonneux, Centre commercial Saint-Quentin-en-Yvelines
  -  réduction en 2x2 voies
- Échangeur entre N12 et A12 (Échangeur de Bois-d'Arcy) à 8 km : Paris, Poissy, Rouen, Saint-Germain-en-Laye (A13), Trappes, Rambouillet (RN 10) (trois-quarts échangeur)
- 7 Échangeur de Bois-d'Arcy (RD 127) à 11 km : Montigny-le-Bretonneux, Saint-Quentin-en-Yvelines, Bois-d'Arcy, Saint-Cyr-l'École (de et vers Dreux)
- 8 Croix Bonnet à 12 km: Bois-d'Arcy
  -  Aire de service de Bois Senon (sens Vélizy-Dreux), 13 km
  - Intersection Le Puits à Loup (sens Vélizy-Dreux)
- 9 Puits à Loup (R 12) à 14 km : Trappes, Élancourt, Maurepas, France-Miniature (trois-quarts échangeur, sortie sur la gauche depuis Vélizy)
- 10 Plaisir - Les Gâtines à 14 km : Plaisir (sens Velizy-Dreux)
- 11 Plaisir - centre (RD 30 - RD 58) à 16 km: Élancourt, Plaisir
- 12 Plaisir - Sainte-Apolline à 17 km : Plaisir (de et vers Vélizy)
- 13 Bois Sainte-Apolline (RD 134) à 19 km : Néauphle-le-Château, Jouars-Pontchartrain
- Tunnel de Chennevières
- 14 Villiers-Saint-Frédéric (RD 912) à 25 km : Villiers-Saint-Frédéric, Jouars-Pontchartrain, Le Tremblay-sur-Mauldre (de et vers Dreux)
- 15 Méré (RD 76) à 27 km : Méré, Montfort-l'Amaury, Auteuil-le-Roi, Thoiry
- 16 Galluis (RD 155) à 30 km : Galluis, La Queue-les-Yvelines
- 17 La Queue-les-Yvelines (RD 199 - RD 179) à 33 km : Gambais, Grosrouvre, Millemont, Garancières, Golf des Yvelines, La Queue-les-Yvelines
- 18 Bazainville (RD 112) à 38 km : Bazainville (de et vers Vélizy)
- 19 Houdan - Z.I (RD 983) à 41 km : Maulette, Houdan, Bazainville, Gambais +  Aires de service du Val Raymond (sens Vélizy-Dreux),  de la Prairie (sens Dreux-Vélizy)
- 20 Houdan - centre (RD 61) à 43 km : Houdan - Z.A. Le bois l’épicier (de et vers Vélizy)
- Passage du département des Yvelines au département de l'Eure-et-Loir. Passage de la région Île-de-France à la région Centre-Val-de-Loire.
- 21 Houdan - La Forêt (RD 912) à 45 km : Houdan
  -  Fin de la route nationale RN 12 en route à accès réglementé
- 22 Goussainville (RD 305.2) à 47 km : Goussainville, Champagne, Boutigny-Prouais
- 23 Marolles (RD 21) à 52 km : Broué, Nogent-le-Roi, Marolles, Marchezais, Bû, Broué (deux entrées/sorties dans le sens Velizy-Dreux et une entrée sortie dans l'autre sens)
- 24 Germainville (RD 136) à 54 km : Bû, Serville, Germainville
  -  Aire de repos La Mésangère (dans les deux sens) + intersection dans le sens Dreux-Vélizy
- 25 La Mésengère (RD 308.4) à 56 km : Marsauceux, Z.A. des forts de Cherisy, Z.A. de Saint Gemme Moronval (sens Dreux-Vélizy)
  -  Début de la route nationale RN 12 en route à accès réglementé
- 26 Chérisy (RD 303.10 - RD 912) à 58 km : Cherisy (de et vers Vélizy)
  - Pont sur l'Eure
- 27 Chérisy (RD 912) à 58 km : Cherisy (de et vers Dreux)
  -  Limitation à 90 km/h
- 28 Dreux - est (RN 154) à 61 km : Le Mans, Chartres, Dreux, Vernouillet - Plein-Sud, Z.I. des Châtelets, Nogent-le-Roi
  -  Fin de la route nationale RN 12 en route à accès réglementé
- RD 21.4 à 61 km : Anet, Marcilly-sur-Eure, Abondant, Z.I. des Châtelets
  -  Réduction à 2×1 voies
  - 2 carrefours à feux avec la voirie locale au nord de Dreux (futur  29  Carrefour giratoire entre RN 12 et Wilson : Saint-Georges-Motel, Dreux - Flonville
- 30 Les Coralines (RD 828) : Dreux, Alençon, Vernouillet, vers la RN 154 (Chartres), sortie de Dreux
- (en projet) A120 à  Péage de Dreux (à système fermé)
- (en projet)  Échangeur entre A154, A120 et RN 12 : Rouen, Évreux, Chartres, Orléans, Alençon (N12)

### De Dreux à Verneuil-sur-Avre

Tracé schématique de Dreux à Verneuil-sur-Avre.

Pour être vraiment à 2×2 voies, il manque pour cette section les portions suivantes : la déviation nord de Dreux et la déviation d'Acon. La route contourne Nonancourt au nord.
Les communes traversées ou contournées sont :
- Saint-Rémy-sur-Avre, seule commune traversée entre Vélizy et Verneuil-sur-Avre (km 70) ;
- Carrefour giratoire entre N 12 et N 154 (Évreux, Rouen) à Nonancourt (km 74) ;
- Tillières-sur-Avre, commune contournée (km 85) ;
- Verneuil-sur-Avre, commune partiellement contournée (km 95).

### De Verneuil-sur-Avre à Alençon

Tracé schématique de Verneuil-sur-Avre à Alençon.

La route subit des transformations pour être à 2×2 voies. À l'heure actuelle, il manque la connexion entre la future déviation de Verneuil jusqu'à la limite de l'Eure, la liaison entre Saint-Maurice-lès-Charencey et La Ventrouze, la liaison entre Autheuil et Mortagne-au-Perche.
Les communes de Mortagne-au-Perche, Le Mêle-sur-Sarthe et Alençon sont évitées grâce à des déviations par une route à 2×2 voies. L'ancien tracé déclassé en route départementale 912 traverse Mortagne-au-Perche et rejoint au nord-ouest de la ville l'actuelle nationale 12. Le tracé non déclassé passe au nord de la ville et permet d'éviter une perte de temps en traversant la ville.
Les communes traversées sont :
- Armentières-sur-Avre (km 106)
- Mortagne-au-Perche (km 133)
- Le Mêle-sur-Sarthe (km 148)
- Alençon (km 169)

La route traverse le département de la Sarthe sur 100 mètres environ, au nord de Roullée. Dans la traversée d’Alençon, l'ancien tracé traverse la ville et est déclassé en route départementale 112, sort de la ville et rejoint l'actuelle route nationale 12 non déclassée. Le nouveau tracé est la déviation nord d'Alençon permettant d'éviter de traverser la ville. Ce tracé porte le nom de la route nationale 12 qui n'est pas déclassé.

#### Portion en 2×2 voies (Villers-Sous-Mortagne - Alençon)
- Voie de lancement avant la 2×2 voies.
- Début de la 2×2 voies.
- 1 D930 : Mortagne-au-Perche, L'Aigle, ZI de la Grippe
- 2.a D932 : Mortagne-au-Perche, Moulins-la-Marche, Zones d'Activités
- 2.b D8 : A28 (Rouen), Bazoches-sur-Hoëne, Sées, Mortagne-au-Perche
- Aires de repos de la Grivotière (sens  Villers-Sous-Mortagne - Alençon),  des Carreaux (sens Alençon - Villers-Sous-Mortagne)
- 3 D509 : La Mesnière, Boëcé
- Pont sur  l'Érine.
- 4 D4A - D4 : Le Mêle-sur-Sarthe, Saint-Julien-sur-Sarthe
- 5 D4A - D511 : Le Mêle-sur-Sarthe, Saint-Léger-sur-Sarthe, Essay, Sées
- Pont sur  la Sarthe.
- 6 D326 : La Fresnaye-sur-Chédouet, Le Ménil-Broût
- 6.1 D209 (depuis et vers Alençon) : Chassé, Hauterive
- 7 D112  Échangeur entre N12 et A28 :  Rouen Péage,  Le Mans Péage, Alençon-Centre, Alençon-Est, Cerisé Parc d'Activités du Londreau
- Aire de service de la Dentelle d'alençon (dans les deux sens)
- 8 D438 : Rouen par RD, Caen, Lisieux, Alençon-Nord, Pôle d'Activités d'Écouvre (Z.I.N)
- 9 D1 : Saint-Pierre-des-Nids, Condé-sur-Sarthe Damigny, Lonrai, Cuissai, Les Alpes Mancelles
- à 400 m.
- à 200 m.
- Fin de la 2x2 voies.
- Portion à 2x1 voie sans séparation centrale, sur 1 km.
- D112 : Orléans, Chartres, Le Mans Par RD, Alençon-Centre, Condé-sur-Sarthe, La Contre-Attaque
- Carrefour giratoire entre N12, D522 et D112 :
  - N12/D112 :  A28, Évreux, Dreux, Orléans, Chartres, Le Mans par RD, Alençon-Centre, Alençon-Nord, Condé-sur-Sarthe
  - C0 : Le Bois Hébert, Chauvigny
  - D522 : Pacé-Bourg
  - N12 : Saint-Malo, Rennes, Laval, Flers, Bagnoles-de-l'Orne, Pré-en-Pail, Saint-Denis-sur-Sarthon
- Fin de section aménagée de la RN12 entre Alençon et Villers-Sous-Mortagne.

### D'Alençon à Mayenne

Tracé schématique d'Alençon à Mayenne.

La déviation nord d'Alençon est à 2×2 voies. L'actuel tracé traverse la ville de Mayenne et n'est pas déclassé. La route croise l'ancienne route nationale 162 allant d'Angers à Mayenne.
Les communes traversées sont :
- Condé-sur-Sarthe (km 174)
- Saint-Denis-sur-Sarthon (km 179)
- Pré-en-Pail (km 193)
- Javron-les-Chapelles (km 204)
- Mayenne (km 229)

### De Mayenne à Rennes

Tracé schématique de Mayenne à Rennes.

De nos jours, la RN 12 passe par Fougères. De Fougères à Rennes, la route fusionne avec l'autoroute A84, l'ancienne route étant déclassée en RD 812.
Le premier tracé de la RN 12 passait par le centre-ville de Fougères et par la commune de Romagné. Actuellement[Quand ?], la RN 12 fait partie du contournement sud de Fougères et devient un barreau à 2x2 voies entre Lécousse et l'autoroute A84. Dans Fougères, l'ancien tracé passe par le centre-ville, quitte la ville par l'ouest et rejoint l'actuel tracé de la route nationale 12. De Romagné à Rennes, la route nationale 12 non déclassée n'existe plus à présent. L'actuel tracé de Romagné à Rennes est l'autoroute A84 jusqu'au périphérique rennais. Cette portion est entièrement gratuite. L'ancien tracé est actuellement déclassé en route départementale 812. Il longe l'autoroute A84 jusqu'au périphérique rennais et entre dans la ville à l'est. Dans Rennes, la route nationale 12 passe au nord et prend le nom de : Route de Fougères, avenue de Rochester, boulevard d'Armorique, puis avenue Charles Tillon. La route emprunte la route nationale 136, l'actuel périphérique de Rennes, devient la route nationale 1012 et reprend son nom de route nationale 12 jusqu’à Brest.
Les communes traversées sont :
- Ernée (km 253)
- Fougères (km 275)
- Saint-Aubin-du-Cormier (km 295)
- Liffré (km 305)
- Rennes (km 322)

Jusque vers les années 1950, la RN 12 passait par Laval et Vitré. Le tronçon de Mayenne à Fougères appartenait alors à l'ancienne RN 155 et celui de Fougères à Rennes à l'ancienne RN 177. De nos jours, le tronçon de Mayenne à Laval a été repris par la RN 162, tandis qu'on va de Laval à Rennes par la RN 157 (ou l'autoroute A81).

### De Rennes à Brest

Tracé schématique de Rennes à Brest.

La route est à 2×2 voies jusqu'à Brest. Cette portion est aussi la route européenne 50. Le tracé de la route nationale 12 non déclassé se termine à Gouesnou au niveau de l'échangeur avec la route nationale 265 ralliant la route nationale 12 à la route nationale 165, la voie express de Nantes à Brest. À partir de l'échangeur avec la route nationale 265, le tracé de la route nationale 12 toujours en voie express est déclassé jusqu'au rond point de Pen ar C'hleuz en route départementale 112. La vitesse limite sur le tronçon Rennes-Brest est de 110 km/h, le contournement de Saint-Brieuc étant limité à 90 km/h. En outre, avant d'arriver à Brest, la fin du tronçon est limitée à 90, puis à 70, enfin à 50 km/h dans la traversée de l'agglomération.
Les principales communes traversées sont :
- Montauban-de-Bretagne (km 354)
- Broons (km 375)
- Trémeur (km 378)
- Lamballe (km 401)
- Saint-Brieuc (km 421) par la rocade de Saint-Brieuc
- Guingamp (km 453)
- Belle-Isle-en-Terre (km 473)
- Morlaix (km 505)
- Saint-Thégonnec (km 518)
- Landivisiau (km 528)
- Landerneau (km 542)
- Guipavas (km 553)
- Brest (km 562, section déclassée)

#### Les sorties
- Échangeur entre Route nationale 136 et N 12 (sortie de la rocade de Rennes) +  Périphérie de Rennes
- Échangeur entre N 12 et N 1012 de Pont-Lagot (de et vers Brest) : Rennes, Nantes, Angers et rocade de Rennes sud + 
  -  Fin de périphérie de Rennes
  -  2×3 voies jusqu'à l'échangeur de Pacé
- 1 La Giraudais - D288/D29 : Pacé, Le Rheu, Vezin-le-Coquet +  réduction à 2×2 voies
- 2 Le Pont de Pacé - D287 : Saint-Gilles, Pacé
- 3 La Croix Denieul - D21 : Saint-Gilles
- Aire de service d'Armor et d'Argoat (sens Rennes-Brest)
- Aire de service du Pays de Rennes (sens Brest-Rennes)
- 4 Pleumelec - D68 : Pleumeleuc, Bédée, Montfort-sur-Meu
- 5 Bédée - D32/D72 (deux entrées-sorties dans le sens Brest-Rennes et une entrée-sortie dans le sens inverse): Bédée
- 6 La Hucherais - D28 : Montauban-de-Bretagne-Est
- 7 Montauban-de-Bretagne - D61 : Montauban-de-Bretagne
- Échangeur entre N 12 et N 164 (de et vers Rennes) : Quimper, Saint-Méen-le-Grand, Loudéac, Châteaulin, Brest par le Centre-Bretagne
- Entrée depuis La Ville Étienne en direction de Rennes
- 8 Lannelou - D28 : Le Crouais
- La Ville Gouron du Verger
- 9 Quédillac - D220 : Quédillac, Bécherel, Médréac
- Passage du département d'Ille-et-Vilaine à celui des Côtes-d'Armor
- 10 Moulin des Bois - D766 (de et vers Rennes) : Caulnes, Dinan, Saint-Jouan-de-l'Isle
- 10.1 Kergoët - D712 (en cours d'aménagement) : Saint-Jouan-de-l'Isle, Plumaugat, Saint-Méen-le-Grand
- 11 Recouvrance - D712 (de Brest et vers les deux sens) : Caulnes
- Entrée depuis Broons en direction de Rennes
- 12 Le Chalet - D793 : Broons, Yvignac
- 13 Les Dineux : Trémeur, Sévignac
- Virage dangereux
- 13.1a Bois Orieux - D712 (depuis Rennes) : Dolo +  13.1b La Fosse au Loup - D16 (sens Brest-Rennes) : Sévignac, Eréac
- 14 Les Vallées - D792 : Collinée, Jugon-les-Lacs, Plénée-Jugon

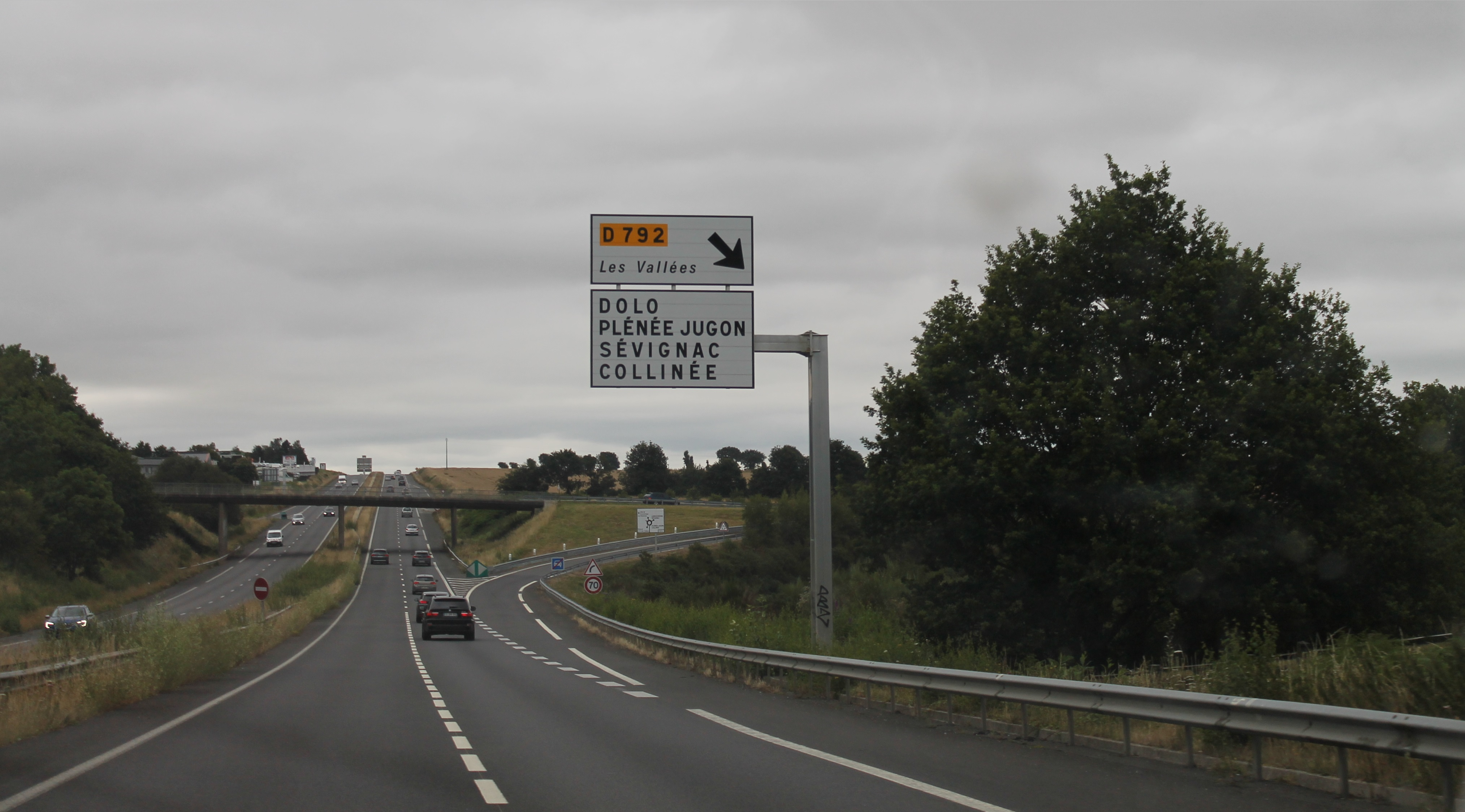
Plénée-Jugon - Sortie Les Vallées (vers Rennes).

- 15 Croix de l'Epine - D44 : Tramain, Jugon-les-Lacs
- Échangeur entre N 12 et N 176 du Bois de Boudan (depuis les deux sens et vers Brest) : Jugon-les-Lacs, Dinan, Dinard, Saint-Malo, Mont-Saint-Michel, Caen, Alençon
- 16 Carmoran - D59 : Plestan,  Aire de repos de Carmoran (dans les deux sens)
- Entrée depuis Noyal vers Rennes
- 17 Beauséjour - D776 (de et vers Brest) : Saint-Rieul (ancienne N 176)
- 18 La Petite Chappelle - D712 : Noyal, Lamballe
- 19 La Corne du Cerf - D14 : Lamballe, Collinée, Merdrignac
- 20 Le Petit Lamballe - D768 : Lamballe, Moncontour, Loudéac
- 21 La Ville Es Lan - D768 : Plancoët, Pléneuf-Val-André, Erquy, Zone de Lamballe
- Entrée depuis la D712 vers Saint-Brieuc
- 22 Les Landes - D46 : Andel, Meslin, Coëtmieux
- Aire de service de Coetmieux (sens Rennes-Brest)
- 23 Sainte-Anne : Pommeret
- Aire de service de Hillion (sens Brest-Rennes)
- 24 Saint-René - D765 et D 786 : Pléneuf-Val-André, Penthièvre, Hillion, Moncontour
- Aire de repos d'Yffiniac (sens  Rennes-Brest)
- 25 La Baie - D81 : Yffiniac, Hillion
- 26 Le Perray - D10  Échangeur entre N 12 et D 222 : Quimper, Lorient, Loudéac, Vannes, rocade sud de Saint-Brieuc
- 27 Jules Verne : Langueux, zone commerciale, Trégueux +  De la sortie 27 jusqu'à la sortie 33. Périphérie de Saint-Brieuc.
- 28 Chaptal - D700 : Hôpital, Brézillet, Ploufragan, Loudéac, Quimper, Lorient, Vannes
- 29 Corneille - E 401 (de et vers Rennes) : Saint-Brieuc
- 29 Ginglin (de et vers Brest) : Saint-Brieuc-Cesson
- Viaduc du Gouédic
- 30 Rohannec'h (de et vers Brest) : Saint-Brieuc +  bandes cyclables jusqu'au bout du viaduc du Légué.

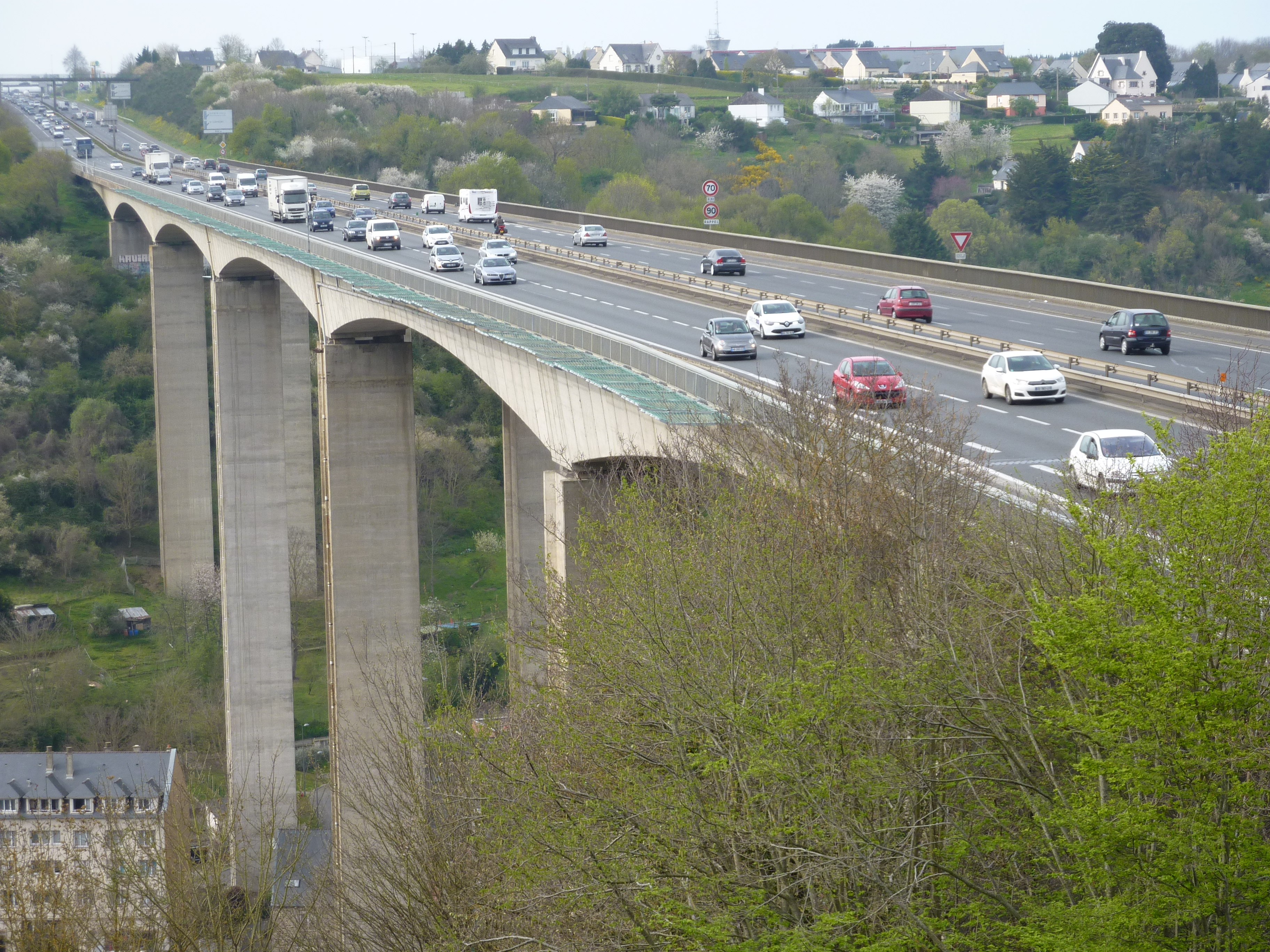
Viaduc du Gouët entre Saint-Brieuc et Plérin.

- Viaduc du Gouët sur le  Gouët
- Sortie des bandes cyclables en direction de Plérin
- 31 La Prunelle : Plérin, Saint-Laurent-de-la-Mer
- 32 Les Rosaires : Plérin, Les Rosaires
- 33 Les Rampes - D786 Pordic, Binic, Saint-Quay-Portrieux +  Fin de la périphérie de Saint-Brieuc.
- 34 Le Sépulcre - D6 (de et vers Rennes) : Lanvollon, Paimpol
- 35 Aéroport de Saint-Brieuc Armor - D706 : Aéroport de Saint-Brieuc Armor, Trémuson
- 36 La Barricade - D712 : Trémuson, Plerneuf, Saint-Brieuc-ouest, Ploufragan
- Aire de service de Plélo (sens Rennes-Brest)
- 37 La Braguette - D712 : Plélo, Châtelaudren, Plerneuf, Trégomeur
- 38 Kertedevant - D7 : Châtelaudren, Quintin, Loudéac
- 39 Kerbouillen - D4 : Plouagat, Lanrodec
- 40 Coat an Doc'h - D712 : Saint-Jean-Kerdeniel
- 41 Lautrémen : Saint-Agathon
- Aire de service de Ploumagoar (sens Brest-Rennes)
- 42 Bellevue - D5 : Guingamp-est, Lanvollon, Saint-Quay-Portrieux, Pontrieux
- 43 La Chesnaye - D767 : Guingamp-centre, Bourbriac, Ploumagoar, Corlay et Mûr-de-Bretagne
- 43.1 Zone de Grâces (de et vers Rennes)
- 44 Tolmine/Locménard - D787 : Grâces, Callac et Carhaix
- 45 Kernilien - D767/D712  Échangeur entre N 12 et D 767: Lannion, Bégard, Tréguier, Guingamp-ouest
- 46 Kerrouan - D20 (sens Rennes-Brest) et   46 Hent Guer - D712 (sens Brest-Rennes) : Tréglamus, Pédernec
- 47 Laluzon - D712 (depuis Rennes) : Louargat (depuis Rennes) +  46.1 Menez Bré - D712 (depuis Brest)
- 47 Gollot Bihan - D31 : Louargat, Bégard, Gurunhel (sens Brest-Rennes)
- 48 Saint-Paul - D712 : Belle-Isle-en-Terre (village étape), Louargat
- Viaduc sur le  Léguer
- 49 La Vieille Côte - D712 : Belle-Isle-en-Terre (village étape), Callac, Plounévez-Moëdec
- 50 Porz Ar Park - D714/D715 :  Aire de service Porz ar Park (sens Rennes-Brest), Plounévez-Moëdec
- 51 Beg Ar C'hra - D11 : Lannion, Plouaret, Loguivy-Plougras, Plounérin
- 52 Plounérin - D712 (depuis Brest et vers les deux sens) : Plounérin
- Passage du département des Côtes-d'Armor à celui du Finistère
- 53 D42 : Quatre Chemins, Plouégat-Moysan, Plestin-les-Grèves, Guerlesquin
- Viaduc sur le  Douron
- 54 D64 : Kerdiles, Plouigneau et Lanmeur
- 55 Langolvas : Morlaix-Est, Garlan, Parc des expositions
- 55.1 D712 - Coat Congar (Depuis Brest) : Morlaix-Est
- 56 La Boissière - D786 : Lannion, Morlaix-Centre, Plougasnou, Lanmeur, Aéropole +  Virage dangereux dans le sens Rennes-Brest.
- Viaduc sur la  Rivière de Morlaix
- 57 Le Launay - D19  Échangeur entre RN 12 et D19/D58 : Saint-Martin-des-Champs, Morlaix-Ouest, Roscoff, Port de Roscoff - Bloscon, Saint-Pol-de-Léon
- 58 Kériven - D712B (depuis Brest et vers les deux sens) : Morlaix-Sud, Plourin-les-Morlaix, Z.I. de Kerivin, Centre hospitalier
- 59 Penn-Prad - D785 : Sainte-Sève, Pleyber-Christ, Carhaix-Plouguer, Lorient, Quimper
- 60 Mes Menes - D118 : Saint-Thégonnec (village étape)
- 61 Kermat - D31 : Guimiliau, Guiclan
- 62 Le Vern - D69 : Landivisiau-est, Saint-Pol-de-Léon, Roscoff
- 63 Croix des Maltotiers - D32 : Landivisiau-ouest, Bodilis, Lesneven, Plouescat
- Aire de repos de Saint Servais (sens  Rennes-Brest)
- 64 Prat Lédan : Plounéventer, Saint-Servais, Ploudiry, La Roche-Maurice
- 65 Kériel : Plouédern, Trémaouézan
- 66 Saint-Eloy - D770 : Lesneven, Landerneau, Ploudaniel
- 67 Croas ar Nezic : Saint-Thonan, Saint-Divy
- 68 Pen ar Forest - D59 : Plabennec, Saint-Divy
- 69 Prat Pip - D67 : Guipavas, Aéroport de Brest-Bretagne
- 70 Kervao - D267  Échangeur entre RN12 et RN265 (Rocade de Brest) : Quimper, Nantes, Plougastel-Daoulas, Brest-Ports, ZI Kergaradec
  -  jusqu'à Brest
  - La N 12 devient la D112 qui sert de pénétrante nord de Brest
- 71 Kergaradec - D788 : Kergaradeg, ZI Kergaradec, Gouesnou, Lannilis, Parc relais tramway Porte de Gouesnou
- 72 Ar Penity (depuis les deux sens et vers Brest) : Zone commerciale de l'Hermitage, Brest-Lambézellec
- Carrefour giratoire entre RD 112 et Boulevard de l'Europe : rond-point de Pen ar C'hleuz, entrée de Brest.